# 1977-es Australian Open (december)
A decemberi 1977-es Australian Open az év ötödik Grand Slam-tornája volt, december 19. és december 31. között rendezték meg Melbourne-ben. A férfiaknál az amerikai Vitas Gerulaitis, nőknél az ausztrál Evonne Goolagong Cawley nyert.

## Döntők

### Férfi egyes
Vitas Gerulaitis -  John Lloyd,  6-3, 7-6, 5-7, 3-6, 6-2

### Női egyes
Evonne Goolagong Cawley -  Helen Gourlay Cawley, 6-3, 6-0

### Férfi páros
Ray Ruffels /  Allan Stone -  John Alexander /  Phil Dent 7-6, 7-6

### Női páros
Evonne Goolagong Cawley /  Helen Gourlay Cawley -  Mona Guerrant-Schallau /  Kerry Reid

### Vegyes páros
1970–1986 között nem rendezték meg.